# Mita
|  | Per a altres significats, vegeu «Mita (desambiguació)». |

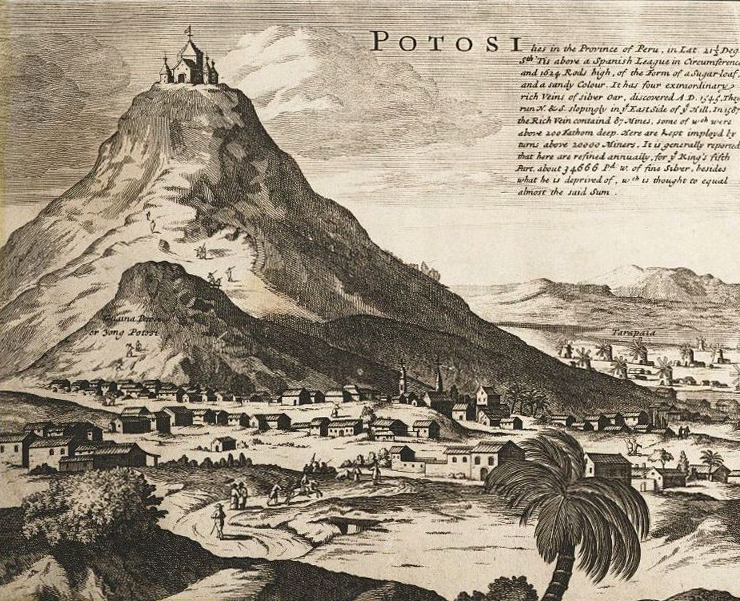
Imatge del Potosí durant el Virregnat del Perú.

La mita va ser una forma d'aprofitament del treball indígena durant la colonització espanyola del continent americà. Va ser molt emprada en el treball miner, i obligava les comunitats indígenes a subministrar un determinat nombre de treballadors durant períodes limitats de temps.
Un exemple de la mita la trobem a l'extracció d'argent a Potosí:
Per aquell temps, els propietaris de les mines de Potosí calculaven que necessitaven 4500 treballadors obligatoris per tal d'extreure la plata de la cèlebre muntanya. Donada la duresa d'aquest treball a semblant alçària, el virrei va considerar que cada setmana de treball havia d'anar seguida de dues setmanes de descans. Calia, doncs, disposar permanentment de 13500 indis per poder organitzar la rotació amb tres equips. (...) Els treballadors eren triats entre homes de divuit a cinquanta anys, i el servei durava un any, després del qual no podien ser sotmesos a una nova mita fins passats set anys. Els propietaris de les mines havien de pagar el viatge als mitayos i a les seves dones. La jornada de treball a l'estiu durava des d'una hora i mitja després de la sortida del sol fins que es feia fosc, amb una hora d'interrupció i de deu a setze hores durant l'hivern. Els diumenges i les festes de precepte hom no treballava. El treball era remunerat, però amb un salari molt baix, molt inferior al dels treballadors lliures.
La mita fou abolida per les corts de Cadis en 1812.